# Dioctria linearis
Dioctria linearis là một loài ruồi trong họ Asilidae. Dioctria linearis được Fabricius miêu tả năm 1787.

## Hình ảnh

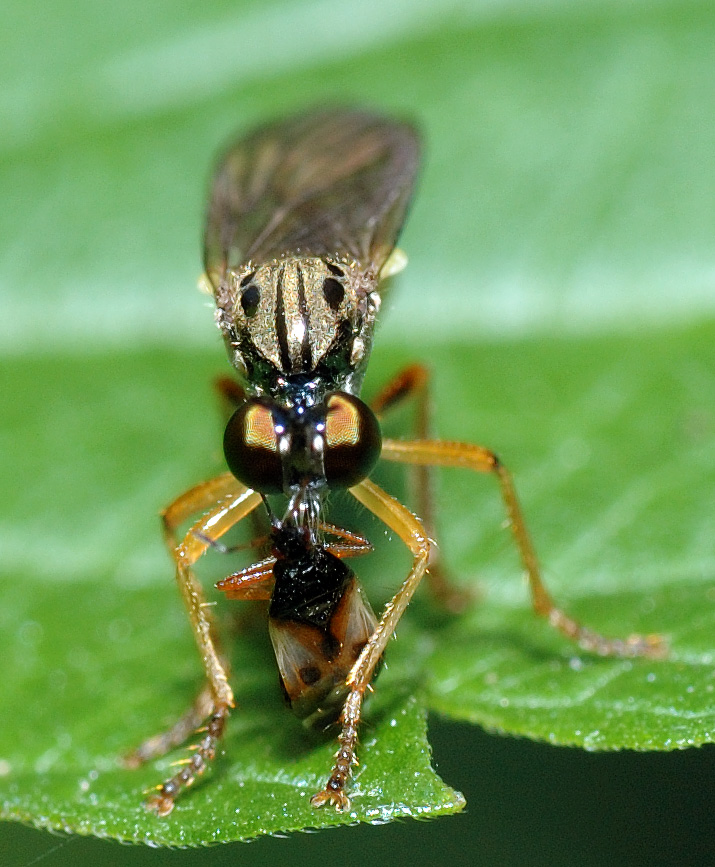

- Tập tin:Dioctria linearis - ngày 10 tháng 6 năm 2011.ogv
- Tập tin:Dioctria linearis - ngày 24 tháng 7 năm 2012.ogv
- Tập tin:Dioctria linearis - ngày 21 tháng 7 năm 2013.webm